# Livret A

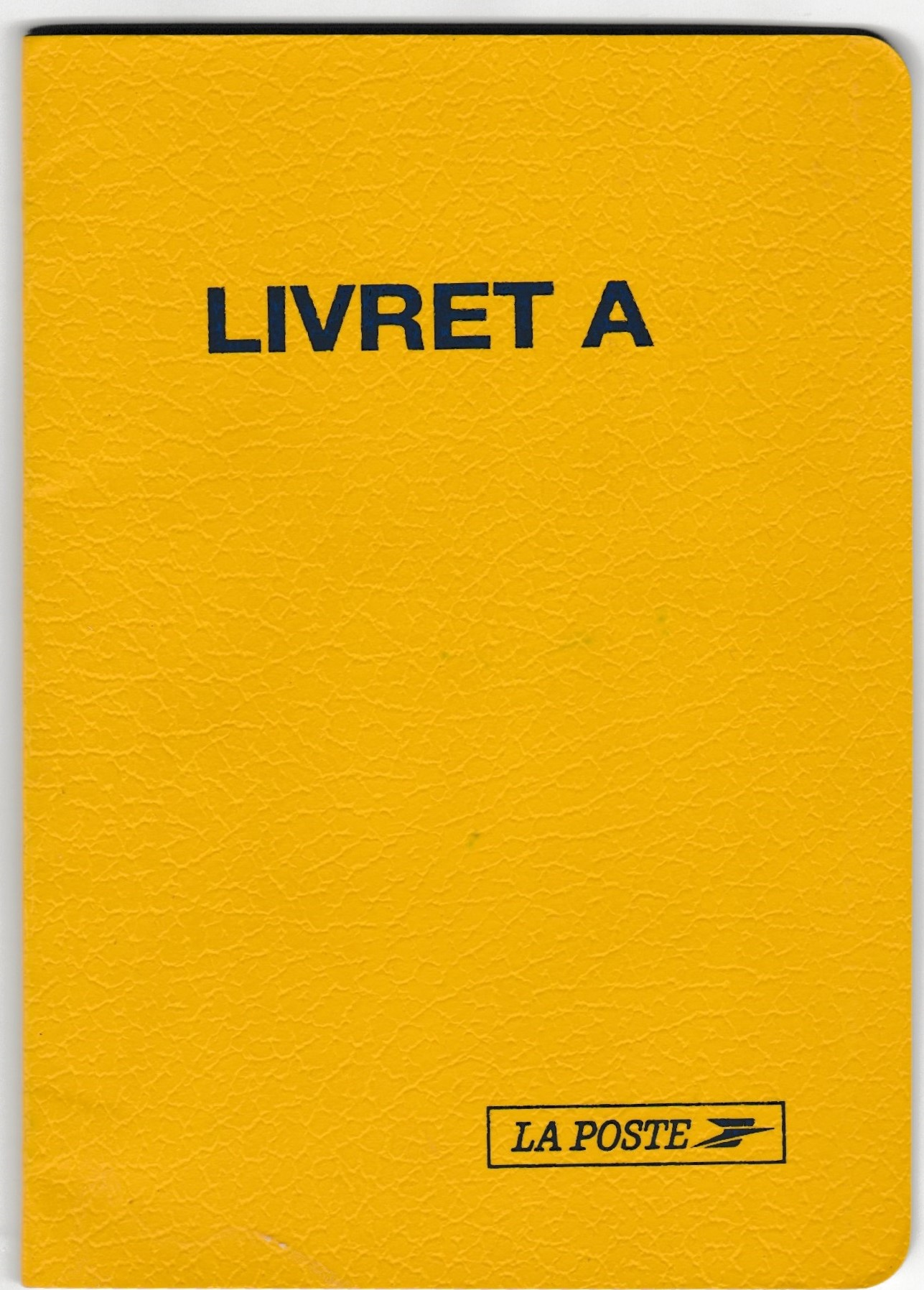
Aperçu de la couverture d'un ancien livret A papier.

Le livret A est un compte d'épargne réglementé de droit français, exonéré d'impôt et de prélèvement obligatoire. C'est le placement le plus utilisé en France.
Depuis le 1er janvier 2009, toutes les banques peuvent distribuer le livret A, faisant perdre l'exclusivité de distribution aux opérateurs historiques que sont La Banque postale, la Caisse d'épargne et le Crédit mutuel (dénommé « livret bleu » chez ce dernier).
Auparavant sous forme d'un livret, aujourd'hui dématérialisé (le livret papier a disparu définitivement le 31 mars 2005, la Caisse d'épargne ayant commencé sa dématérialisation dès 1999), il peut également servir de compte bancaire dans le cadre exclusif de la mission d’accessibilité bancaire confiée par l’Etat à la Banque postale.
Bien qu'il soit désormais dématérialisé, d'anciens livrets A « physiques » (sous forme de papier) sont toujours utilisés notamment lorsque le détenteur en demande la clôture. Cette dernière est alors signifiée directement par écrit sur le livret.
À la fin mars 2025, l'épargne déposée sur le livret A atteignait 444,2 milliards d'euros.
À compter du 1er août 2025, le taux d'intérêt passe à 1,70 %.

## Historique
Le livret A (anciennement livret de caisse d'épargne, ou livret série A) est créé le 22 mai 1818, concomitamment[À quoi ?] à la caisse d'épargne de Paris, à l'initiative de Benjamin Delessert, qui fut industriel et banquier. La présidence de cette nouvelle institution sera rapidement confiée au duc François XII de La Rochefoucauld.
Les motivations de sa création par Louis XVIII étaient de solder la crise financière léguée par les guerres napoléoniennes. Selon Georges Constantin, pendant cette période, l'État a dilapidé l'épargne publique, la considérant comme sienne.
Au cours du XIXe siècle, le livret A fut également une volonté d'initier, dans une optique de prévoyance, les populations laborieuses au geste du dépôt en banque, à une époque où n'existent ni système de protection sociale ni titre d'épargne accessible au plus grand nombre.
En 2023, l'encours cumulé du Livret A atteint un record dans un contexte d'inflation, à 550,4 milliards d'euros (31 août 2023). L'augmentation de l'épargne sur le Livret A et le livret de développement durable et solidaire (LDDS) a atteint un stade inédit fin août 2023, en croissance de 40,69 milliards d'euros.
En avril 2025, le livret A traverse son pire mois depuis la crise de 2009 avec plus de retraits que de dépôts.

## Caractéristiques du livret A
Les caractéristiques du livret A sont les suivantes :
- Un seul livret par personne, majeure ou mineure. Cependant, la détention simultanée d'un livret A et d'un livret Bleu ouverts tous les deux avant le 1er septembre 1979 (date d'entrée en vigueur du décret no 79-730 du 30 août 1979 qui a supprimé cette faculté) reste possible. Cette disposition n’a pas été remise en cause par la loi no 2008-776 du 4 août 2008 de modernisation de l'économie. À ce jour 11 août 2010, il est donc possible pour les personnes physiques qui détenaient un livret A (ouvert à La Poste ou à la Caisse d’épargne) et un livret Bleu ouvert au Crédit mutuel de conserver (sans les transférer) ces deux livrets[6],[7].
- Minimum de versement à l'ouverture : 10 € (1,5 € pour un livret à La Banque postale)[6]
- Versement mensuel : sans objet (versements libres)La Banque Postale propose une carte à ses clients, sous conditions, pour effectuer librement ses retraits et dépôts sur son Livret A, sans passer par un compte courant. Certains autres livrets ont également une carte.

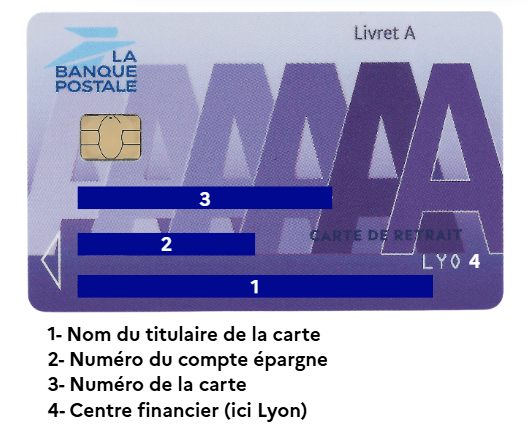
La Banque Postale propose une carte à ses clients, sous conditions, pour effectuer librement ses retraits et dépôts sur son Livret A, sans passer par un compte courant. Certains autres livrets ont également une carte.

- Versements et retraits : en 2021 une ancienne réglementation non respectée a été remise au goût du jour, les versements et les retraits doivent  maintenant impérativement passer par un compte de chèques du même titulaire ouvert dans le même établissement. Il n'est ainsi plus possible d'effectuer des virements directs entre ses propres livrets et a fortiori d'autres titulaires (LA, LDDS, LEP…) ni d'effectuer des virements directs de ou en faveur d'un compte de chèques dans un autre établissement même si celui-ci est ouvert au nom du même titulaire. Il en résulte, pour un établissement comme La Banque Postale que les versements et les retraits vers un Livret A par virement ne sont plus sans frais puisque le titulaire du Livret est dans l'obligation de posséder à La Banque Postale un compte de chèques soumis à des frais trimestriels obligatoires.

En cas de force majeure, un décret en Conseil d'État pris sur le rapport du ministère chargé de l'économie et du ministre chargé de La Poste peut limiter les remboursements par quinzaine à 2 % du maximum autorisé des dépôts sur le livret A[réf. nécessaire].
Pour fermer un livret A, il faut en faire la demande par écrit ou en personne à la banque qui gère le livret, y joindre un RIB du compte sur lequel virer l'argent du livret A, et la fermeture se fait en une quinzaine de jours.
Le livret A étant un produit d'épargne réglementé, les valeurs de plafond et taux d'intérêt nominal peuvent être modifiées par décision du gouvernement. Ainsi, l'actualisation éventuelle du taux d'intérêt nominal intervient selon un rythme semestriel, au 1er août et au 1er février de chaque année.
Alors qu'avant 2008, toute personne morale pouvait ouvrir un livret A, désormais, l'article 221-3 du code monétaire et financier le limite aux seules personnes morales suivantes : association, organisme HLM ou syndicat de copropriétaires « Le livret A est ouvert aux personnes physiques, aux associations mentionnées au 5 de l'article 206 du code général des impôts, aux organismes d'habitations à loyer modéré et aux syndicats de copropriétaires ».

### Plafond des dépôts
Le plafond des dépôts pour les personnes physiques est de 22 950 € (article R. 221-2 Code monétaire et financier) depuis le 1er janvier 2013,. Répondant partiellement à une promesse de campagne, le gouvernement Ayrault a successivement porté le plafond initial de 15 300 €, précédent plafond depuis 1986 (100 000 francs à l'époque), à 19 125 € au 1er octobre 2012 puis à 22 950 € au 1er janvier 2013, soit une augmentation de 50 %.
Le plafond des dépôts pour les sociétés mutualistes et les institutions de coopération, de bienfaisance et autres sociétés de même nature (associations loi 1901) est de 76 500 € (article R. 221-2 du Code monétaire et financier).
Le plafond des dépôts pour les organismes d'habitations à loyer modéré et de crédit immobilier : néant (dépôt illimité) (article R. 221-2 du Code monétaire et financier).
Pour les personnes morales y ayant droit, le plafond de droit commun est de 19 950 € au 1er janvier 2013.
Une fois le plafond atteint, on ne peut plus procéder à des versements supplémentaires tant qu'un retrait n'a pas été effectué au préalable ; seuls les intérêts peuvent continuer à créditer le compte au-delà du plafond. Le calcul des intérêts se fait sur la somme globale, même après dépassement de plafond ; ainsi, un livret A avec 23 000 € rapportera, au taux de 1 % 230 € (base de 23 000 €) et non 229,5 € (base de 22 950 €, le montant maximum des versements au 1er janvier 2013).

### Taux d'intérêt
Entre le 1er février 2020 et le début de l'année 2022, le taux d'intérêt du livret A est de 0,50 %. Avant cela, il était de 0,75 % net depuis le 1er août 2015.
Le 14 janvier 2022, le ministre de l’Économie Bruno Le Maire annonce que le taux du Livret A sera relevé à 1 %, une première hausse depuis plus de dix ans,. Il est une nouvelle fois relevé à 2 % au 1er août 2022 en raison de l'inflation, puis à 3 % le 1er février 2023.
Les intérêts sont calculés en application de la règle des quinzaines (deux fois par mois le 1 et le 16). Les intérêts sont exonérés de tout impôt et cotisations sociales.
Le graphique qui aurait dû être présenté ici ne peut pas être affiché car il utilise l'ancienne extension Graph, désactivée pour des questions de sécurité. Des indications pour créer un nouveau graphique avec la nouvelle extension Chart sont disponibles ici.

### Calcul des intérêts
Les intérêts d'un livret ou compte d'épargne sont calculés par quinzaine de jours. Une année civile est composée de 24 quinzaines (soit environ 15,2 jours par quinzaine) car, selon la règle utilisée, chaque mois comporte deux quinzaines, commençant le 1er et le 16 de chaque mois. Les intérêts ne sont donc calculés que deux fois par mois.
Le calcul est simple, puisqu'il suffit de multiplier le taux du livret par le solde du livret. Comme le taux est annuel et que les intérêts ne sont pas capitalisés durant l'année, il convient de diviser ce taux par 24 pour calculer les intérêts générés pendant une quinzaine.
Ainsi la formule est : Intérêts d'une quinzaine = Solde du livret × {\displaystyle \textstyle {\frac {taux\,du\,Livret\,A}{24}}}
Les dépôts effectués pendant une quinzaine portent intérêt sur la période suivante, c'est-à-dire que leur date de valeur est le premier jour de la quinzaine suivante (1er du mois suivant pour la deuxième quinzaine du mois, ou 16 du mois en cours pour la première quinzaine). À l'inverse, tout retrait est considéré avoir été effectué au début de la quinzaine en question (sa date de valeur est le premier jour de la quinzaine en cours). Les intérêts qui auraient pu courir de la quinzaine jusqu'à la date de retrait ne sont donc pas comptabilisés. Le solde du livret à considérer pour le calcul des intérêts doit donc tenir compte de ces dates de valeur.
Si plusieurs dépôts et retraits sont effectués successivement au cours de la même quinzaine, le solde considéré pourra donc être plus bas que le solde minimal du compte au cours de la quinzaine (calculé sans tenir compte des dates de valeur). Ceci est illustré par le cas suivant :
| Opération        | Date opération | Date de valeur | Crédit | Débit | Solde réel | Solde pris en compte pour le calcul des intérêts |
| ---------------- | -------------- | -------------- | ------ | ----- | ---------- | ------------------------------------------------ |
| Solde initial    | 1er janvier    | 1er janvier    |        |       | 2 300      | 2 300                                            |
| Dépôt            | 3 janvier      | 16 janvier     | 200    |       | 2 500      | 2 300                                            |
| Retrait          | 5 janvier      | 1er janvier    |        | 500   | 2 000      | 1 800                                            |
| Dépôt            | 8 janvier      | 16 janvier     | 100    |       | 2 100      | 1 800                                            |
| Retrait          | 9 janvier      | 1er janvier    |        | 400   | 1 700      | 1 400                                            |
| Aucune opération | 16 janvier     | 16 janvier     |        |       | 1 700      | 1 700                                            |

Dans ce tableau, l'avant dernière colonne correspond au solde au jour le jour, sans prise en compte des dates de valeur.
La dernière colonne correspond au solde véritablement pris en compte pour le calcul des intérêts produits pendant cette quinzaine n'est ni le solde initial de 2 300, ni le solde minimal de 1 700, mais le solde au 1er janvier calculé en utilisant les dates de valeur, c'est-à-dire 2 300 - 500 - 400 = 1 400.
De plus les intérêts capitalisé sur cette quinzaine (par exemple 1 euro) ne sont capitalisés qu'au 1er janvier de l'année suivante, et donc eux-mêmes productifs d'intérêts qu'à ce moment-là. Sauf hypothèse de clôture d'un Livret A afin de récupérer le capital et les intérêts pour les réinvestir.
Si aucun mouvement n'est effectué sur le livret durant la quinzaine suivante (du 16 au 31 janvier), le solde pris en compte pour le calcul des intérêts produits pendant cette quinzaine sera le solde au 16 janvier, c'est-à-dire 1 700 €.
Si pour une quinzaine le solde du livret calculé en utilisant les dates de valeur est négatif (ce qui peut arriver, bien que le solde du livret A, calculé en utilisant les dates d'opération, ne puisse pas être négatif), on obtient pour la quinzaine un intérêt négatif. À la fin de l'année, les intérêts positifs ou négatifs de chaque quinzaine sont additionnés, et si cette somme, appelée « intérêts acquis », est positive, elle est ajoutée au livret au 1er janvier de l'année suivante. Si elle est négative ou nulle, les intérêts acquis sont ramenés à zéro (les intérêts acquis ne pouvant jamais être négatifs sur un produit d'épargne), bien que certains établissements bancaires utilisent les autres comptes disponibles pour couvrir les intérêts négatifs engendrés[réf. nécessaire]. Par le jeu des dates de valeurs, il est donc possible d'avoir des intérêts acquis nuls pour une année, même si le solde du livret a toujours été strictement positif.
Afin de maximiser le montant des intérêts, et en particulier d'éviter de générer des intérêts négatifs sur une quinzaine, il convient donc de ne pas effectuer d'opérations en sens contraire au cours d'une même quinzaine.

### Le livret A en chiffres
Le livret A est le placement épargne le plus populaire auprès des Français avec 60 millions de livrets en août 2010 à la suite de l'ouverture du placement à tous les établissements financiers.
Auparavant l'ouverture de ce livret était réservée aux établissements de la Poste et la Caisse d'épargne, le Crédit mutuel ayant un équivalent avec le livret Bleu. En 2008 on dénombrait près de 46 millions de livrets A ouverts, ce qui représente environ trois Français sur quatre. Cependant, le fichier des comptes bancaires et assimilés (FICOBA) mentionnait le chiffre de 37 millions de titulaires personnes physiques, ce qui reviendrait plutôt à trois Français sur cinq. La différence de 9 millions est imputable aux multi-détenteurs (ce qui est interdit par la loi, sauf livrets ouverts avant 1980), aux personnes morales non recensées par FICOBA telles que les associations, organismes sociaux de l'habitat, etc.
En 4 ans, à la faveur de la crise financière de 2008 et de la hausse du plafond du livret A de 2012, la collecte aurait évolué de 85 Md€ (entre décembre 2008 et décembre 2012), portant l'encours total à 250 Md€, soit une moyenne d'environ 5 000 euros par livret.
La collecte a progressé principalement par l'apport des Français les plus aisés à la suite du relèvement du plafond.
Le coût de la défiscalisation du livret A était de 300 millions d'euros en 2012.
Fin 2012, le nombre de livrets dont le solde est inférieur à 1 500 € représentait 64,2 % du total des livrets. Seuls 2,3 % des livrets A étaient crédités d'un solde supérieur au plafond.
Fin 2019, selon le rapport annuel de l’observatoire de l’épargne réglementée (OER), il existe près de 56 millions de livrets A actifs avec un encours moyen de 5 100 € pour une personne physique (4 800 € en 2018).
Le montant des intérêts du livret A, acquis en 2020, pour l’ensemble des Français a atteint 1,58 milliard d’euros soit environ 28 € d’intérêts annuels par épargnant.

« Malgré une collecte (quasi) record et malgré un portefeuille global dépassant, pour la première fois de l’histoire du livret A, les 300 milliards d’euros, [cette] capitalisation annuelle du livret A de l’année 2020 est [ainsi] le pire score des dix dernières années. »

## Collecte et utilisation des fonds issus du livret A
(janvier 2018).

### Système complexe à plusieurs acteurs
Historiquement, l’État a toujours souhaité que la collecte du livret A soit sécurisée, c’est-à-dire à l’abri des crises financières. Sans cette sécurisation, il aurait été possible d’assister à la faillite de nombreux épargnants, si par exemple la banque à qui était confié l’argent du livret A venait à faire faillite ou l'État français à faire défaut.
Depuis de nombreuses années, ces fonds étaient donc collectés par les réseaux distributeurs et centralisés à la Caisse des dépôts et consignations, au sein d’une direction appelée Fonds d’épargne, indépendante comptablement. Cette distinction permet de ne pas « mélanger » l’argent de la Caisse des dépôts issue de ses activités propres, et celle de ses mandats (dont le livret A).
Cette centralisation fait l’objet d’une commission versée par la Caisse des dépôts aux réseaux collecteurs.
La Caisse des dépôts utilise ensuite ces fonds pour financer des missions d’intérêt général, et particulièrement le logement social (HLM).
Ce mécanisme reste toujours d’actualité malgré la profonde révision de ses modalités, instituée par la loi de modernisation de l'économie du gouvernement Fillon en 2008.

### Distribution et collecte du livret A
Depuis sa création en 1818 et jusqu’au 31 décembre 2008, le livret A n’aura été distribué que par deux types d’établissements :
- Depuis l’origine par les Caisses d’épargne nouvellement créées ;
- Depuis les années 1875-1879 par les différents bureaux de poste au titre de la Caisse nationale d’épargne, absorbée en 1990 par ce qui deviendra la Banque postale.

Le Crédit mutuel distribue quant à lui un « livret bleu » présentant des caractéristiques quasiment identiques (le livret bleu est fiscalisé, mais c’est la Caisse des dépôts centralisant cette ressource qui comptabilise dans son résultat le prélèvement libératoire, ce qui n’a aucun impact pour l’épargnant[réf. souhaitée]).
Cela provoque des tensions de la part des autres réseaux de banques qui ne peuvent le distribuer et parlent de distorsion de concurrence. Considérant que ce système constitue une entrave à la liberté d’établissement et à la libre prestation de services offertes à toutes les banques sur le marché européen, la Commission européenne a demandé le 10 mai 2007 à la France d’ouvrir ces produits à la concurrence dans un délai de 9 mois.
La distribution du livret A est en juin 2008 discutée au Parlement, et elle est ouverte à tous les établissements bancaires depuis le 1er janvier 2009. Le 12 avril 2009, le Crédit Agricole annonce avoir l'intention de poursuivre la Caisse d'épargne pour « entraves aux transferts des livrets A ».

### Centralisation des fonds à la Caisse des dépôts

#### Avant le1erjanvier 2009
Depuis de nombreuses années, l’ensemble des fonds livret A et bleu collectés par les réseaux distributeurs était totalement centralisé à la Caisse des dépôts et consignations.
Le taux de commissionnement servi par la Caisse des dépôts atteignait en 2007 la moyenne de 1,12 % :
- 1,3 % pour la Banque postale ;
- 1 % pour les Caisses d’épargne ;
- 1,1 % pour le Crédit mutuel (hors fiscalité).

#### Depuis le1erjanvier 2009
La loi de modernisation de l'économie entrant en vigueur au 1er janvier 2009 a, en banalisant la distribution, instauré de nouvelles règles de centralisation et de commissionnement des réseaux distributeurs.

##### Centralisation fluctuante en fonction des besoins
Les établissements bancaires sont tenus de centraliser environ 65 % de l'encours du livret A et du LDD auprès de la Caisse des dépôts. Ce taux est toutefois confronté à un plancher législatif, qui prévoit que la centralisation des fonds doit au moins être égale à 1,25 fois le montant des prêts accordés par la Caisse des Dépôts au logement social et à la politique de la ville.
Ce taux de centralisation peut faire l'objet de modifications réglementaires, après avis de la Commission de surveillance de la Caisse des dépôts. Ainsi, en juillet 2013, les parties prenantes se sont accordées sur une baisse de 20 Md€ de fonds centralisés, en contrepartie d'une baisse du taux de commissionnement des réseaux collecteurs de 0,1 %.
Pour permettre une adaptation des établissements bancaires aux nouvelles modalités de centralisation, un régime transitoire a été instauré par la loi de modernisation de l'économie (LME) (IV de l'article 146). Les modalités de ce régime sont précisées par le décret no 2011-275 du 16 mars 2011 modifié.

##### Commissionnement homogénéisé à terme
Au titre de la distribution du livret A, les banques perçoivent un commissionnement, qui s'élève depuis juillet 2013 à 0,4 %, en décroissance régulière depuis la loi LME (0,6 % en 2008).
Pour permettre aux réseaux historiques de s’adapter au nouveau contexte concurrentiel, le taux de commissionnement servi à ces derniers par la Caisse des dépôts sera progressivement diminué, de telle manière que ce dernier atteigne le taux commun en 2022.
La Banque postale bénéficiera quant à elle d’un statut particulier. Assurant une mission d’accessibilité bancaire, celle-ci bénéficiera d’un surcommissionnement restant à définir en fonction du coût réel de cette mission.

### Utilisation des sommes centralisées à la Caisse des dépôts

#### Prêts au logement social
Le livret A permet principalement de financer le logement social : la Caisse des dépôts prête aux organismes sociaux de l’habitat (OPAC, offices publics de l’habitat (OPH), entreprises sociales de l’habitat (ESH ex-SA HLM)…) des fonds indexés sur livret A, à des taux privilégiés. À titre d’exemple, le taux du prêt locatif à usage social (PLUS) est au 1er août 2009 égal à 1,85 %, soit livret A + 0,6 %.
Fin 2007, les fonds d’épargne (hors refinancement) prêtaient 88 Md€ (fonds livret A, mais également LDD, LEP…, utilisés dans le financement de :
- Projets d’équipement : 3 Md€
- Programmes de logement : 84 Md€, dont :
  - Très sociaux : 4 Md€
  - Locatifs : 47 Md€
  - amélioration de l’habitat : 5 Md€
  - locatifs intermédiaires : 6 Md€
  - projets urbains : 2 Md€
  - renouvellement urbain : 4 Md€
- Projets divers : 1 Md€

#### Placements financiers
La ressource livret A coûte à la Caisse des dépôts en moyenne le taux du livret A + 1,12 %, soit en août 2008 le taux de 5,12 % (4 % + 1,12 %). Les taux des prêts étant inférieurs au coût de la ressource, il en résulte un déséquilibre bilanciel qui ne permet pas aux fonds d’épargne de prêter l’ensemble de la ressource livret A : un certain montant doit être judicieusement investi sur les marchés financiers pour dégager une rentabilité supérieure, tout en assurant un risque maîtrisé.

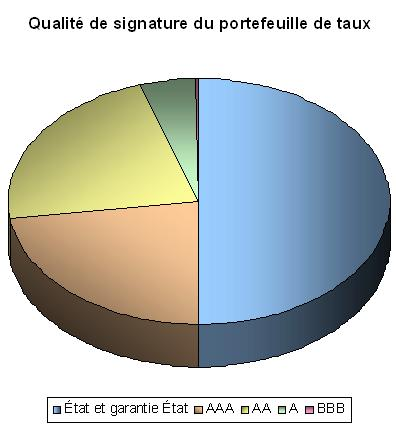
Qualité des créances détenues par la Direction des fonds d’épargne de la Caisse des dépôts.

Fin 2007, le portefeuille de 114 Md€ se décomposait ainsi :
- Actions : 11 Md€
- Obligations : 67 Md€, dont :
  - inflation (OATi) : 20 Md€
  - fixe > 5 ans : 8 Md€
  - taux fixe de 2 à 5 ans : 10 Md€
  - taux fixes de 6 mois à 2 ans : 29 Md€
- Court terme et assimilé (Euribor 3 mois par exemple) : 36 Md€

#### Plan de relance
En 2020, pour faire face à la crise économique causée par la pandémie de coronavirus, la Caisse des dépôts et consignations a indiqué mobiliser 26 milliards d'euros sur les 100 milliards prévus par le plan de relance, une somme notamment issue de l'épargne placée sur le livret A. 12 milliards d'euros seront utilisés sous forme de prêts aux collectivités locales.

### Utilisation des sommes conservées au bilan des banques

#### Industrie de la défense
Depuis le 7 novembre 2023, le livret A permet le financement des entreprises liées à la défense nationale. Ces entreprises peinent en effet à se financer auprès des bailleurs institutionnels dont les portefeuilles sont de plus en plus contraints par des critères éthiques excluant notamment les industries d'armement.

## Historiques des taux et plafonds

### Historique des taux d'intérêt nominaux
| Date             | Taux          |
| ---------------- | ------------- |
| 22 mai 1818      | 5,00 %        |
| 3 juin 1829      | 4,00 %        |
| 5 juin 1835      | 3,50 à 4,00 % |
| 1er janvier 1851 | 4,75 %        |
| 1er janvier 1881 | 3,50 %        |
| 1er janvier 1905 | 3,00 %        |
| 1er janvier 1916 | 3,50 %        |
| 1er janvier 1929 | 3,50 %        |
| 1er janvier 1946 | 1,50 %        |
| 1er janvier 1960 | 3,25 %        |
| 1er janvier 1966 | 3,00 %        |
| 1er janvier 1968 | 3,50 %        |
| 1er juin 1969    | 4,00 %        |
| 1er janvier 1970 | 4,25 %        |
| 1er janvier 1974 | 6,00 %        |
| 1er janvier 1975 | 7,50 %        |
| 1er janvier 1976 | 6,50 %        |
| 16 octobre 1981  | 8,50 %        |
| 1er août 1983    | 7,50 %        |
| 16 août 1984     | 6,50 %        |
| 1er juillet 1985 | 6,00 %        |
| 16 mai 1986      | 4,50 %        |
| 1er mars 1996    | 3,50 %        |
| 16 juin 1998     | 3,00 %        |
| 1er août 1999    | 2,25 %        |
| 1er juillet 2000 | 3,00 %        |
| 1er août 2003    | 2,25 %        |
| 1er août 2005    | 2,00 %        |
| 1er février 2006 | 2,25 %        |
| 1er août 2006    | 2,75 %        |
| 1er août 2007    | 3,00 %        |
| 1er février 2008 | 3,50 %        |
| 1er août 2008    | 4,00 %        |
| 1er février 2009 | 2,50 %        |
| 1er mai 2009     | 1,75 %        |
| 1er août 2009    | 1,25 %        |
| 1er août 2010    | 1,75 %        |
| 1er février 2011 | 2,00 %        |
| 1er août 2011    | 2,25 %        |
| 1er février 2013 | 1,75 %        |
| 1er août 2013    | 1,25 %        |
| 1er août 2014    | 1,00 %        |
| 1er août 2015    | 0,75 %        |
| 1er février 2020 | 0,50 %        |
| 1er février 2022 | 1,00 %        |
| 1er août 2022    | 2,00 %        |
| 1er février 2023 | 3,00 %        |
| 1er février 2025 | 2,40 %        |
| 1er août 2025    | 1,70 %        |

Le graphique qui aurait dû être présenté ici ne peut pas être affiché car il utilise l'ancienne extension Graph, désactivée pour des questions de sécurité. Des indications pour créer un nouveau graphique avec la nouvelle extension Chart sont disponibles ici.

### Historique des plafonds
| Date               | Plafond                                                                          | Pouvoir d'achat (€ de 2022) |
| ------------------ | -------------------------------------------------------------------------------- | --------------------------- |
| 1818               | non communiqué                                                                   |                             |
| 3 juin 1829        | 2 000 F (anciens)                                                                | indéterminé                 |
| 5 juin 1835        | 3 000 F (anciens)                                                                | indéterminé                 |
| 22 juin 1845       | 2 000 F (anciens) pour les particuliers, 8 000 F (anciens) pour les associations | indéterminé                 |
| 30 juin 1851       | 1 000 F (anciens)                                                                | indéterminé                 |
| 9 avril 1881       | 2 000 F (anciens)                                                                | indéterminé                 |
| 20 juillet 1895    | 1 500 F (anciens)                                                                | indéterminé                 |
| 29 juillet 1916    | 3 000 F (anciens)                                                                | 8 537,91 euros              |
| 18 octobre 1919    | 5 000 F (anciens)                                                                | 7 114,92 euros              |
| 20 août 1926       | 13 000 F (anciens)                                                               | 9 249,40 euros              |
| 31 mars 1931       | 22 000 F (anciens)                                                               | 15 026,72 euros             |
| 31 octobre 1941    | 25 000 F (anciens)                                                               | 9 486,56 euros              |
| 27 octobre 1942    | 40 000 F (anciens)                                                               | 12 648,75 euros             |
| 7 décembre 1944    | 60 000 F (anciens)                                                               | 12 494,50 euros             |
| 8 avril 1946       | 100 000 F (anciens)                                                              | 9 230,17 euros              |
| 17 mars 1948       | 200 000 F (anciens)                                                              | 7 779,41 euros              |
| 27 mai 1950        | 300 000 F (anciens)                                                              | 9 365,16 euros              |
| 22 juillet 1953    | 400 000 F (anciens)                                                              | 9 771,57 euros              |
| 7 février 1954     | 500 000 F (anciens)                                                              | 12 162,26 euros             |
| 3 avril 1955       | 750 000 F (anciens)                                                              | 18 063,27 euros             |
| 4 mars 1958        | 1 000 000 F (anciens)                                                            | 19 515,22 euros             |
| 1er janvier 1960   | 10 000 francs                                                                    | 17 731,89 euros             |
| 8 novembre 1963    | 15 000 francs                                                                    | 23 455,79 euros             |
| 24 décembre 1965   | 18 000 francs                                                                    | 26 542,72 euros             |
| 1er janvier 1966   | 20 000 francs                                                                    | 28 722,98 euros             |
| 9 août 1969        | 25 000 francs                                                                    | 31 412,46 euros             |
| 1er juillet 1973   | 28 250 francs                                                                    | 27 533,78 euros             |
| 1er janvier 1974   | 25 000 francs                                                                    | 21 419,74 euros             |
| 1er janvier 1976   | 32 500 francs                                                                    | 22 725,80 euros             |
| 15 novembre 1977   | 38 000 francs                                                                    | 24 302,66 euros             |
| 1er septembre 1978 | 41 000 francs                                                                    | 24 042,18 euros             |
| 27 novembre 1979   | 45 000 francs                                                                    | 23 819,33 euros             |
| 1er novembre 1980  | 49 000 francs                                                                    | 22 842,34 euros             |
| 2 avril 1983       | 58 000 francs                                                                    | 19 450,06 euros             |
| 15 juin 1984       | 68 000 francs                                                                    | 21 231,58 euros             |
| 31 mai 1986        | 72 000 francs                                                                    | 20 694,47 euros             |
| 30 juin 1987       | 80 000 francs                                                                    | 22 292,19 euros             |
| 1er mai 1990       | 90 000 francs                                                                    | 22 801,53 euros             |
| 30 octobre 1991    | 100 000 francs                                                                   | 24 534,22 euros             |
| 1er janvier 2002   | 15 300 euros                                                                     | 20 697,50 euros             |
| 1er octobre 2012   | 19 125 euros                                                                     | 21 726,08 euros             |
| 1er janvier 2013   | 22 950 euros                                                                     | 25 845,86 euros             |

À titre de comparaison, en mai 2023, le plafond est approximativement à 1,1 SMIC annuel brut (20 814,73 euros), soit 1,4 SMIC annuel net (16 214,00 euros).

### Taux d'intérêt nominal
Le Gouvernement Jean-Pierre Raffarin décide de mettre en place une formule automatique de calcul du taux d'intérêt nominal, afin d'éviter l'intervention de décisions politiques. Ce dernier était jusqu'alors déterminé de manière discrétionnaire par le gouvernement en place.
Le taux du livret A conditionne par ailleurs celui d'autres produits d'épargne réglementée : livret d'épargne populaire, livret de développement durable, compte épargne logement, livret jeune et livret bleu (distribué par le Crédit mutuel jusqu'en décembre 2008) principalement.

#### Taux avant février 2008
Du 1er juillet 2004 et jusqu'à fin janvier 2008, le taux du livret A est fixé par une formule automatique calculée à partir de deux indicateurs :
- le taux Euribor 3 mois mensuel moyen du mois m-1 (respectivement décembre et juin)[51], exprimé avec deux décimales ;
- le taux d’inflation glissant annuel, donné par l'indice INSEE des prix à la consommation hors tabac du mois m-1 (respectivement décembre et juin)[51], exprimé avec une décimale.

Le résultat trouvé est majoré de 0,25 % et arrondi aux 0,25 % les plus proches. Ce chiffre final donne le taux du livret A. Cette formule permet à la Banque de France de proposer deux fois dans l’année (mi-janvier et mi-juillet) la réactualisation du taux du livret A.

#### Taux d'intérêt nominal à partir du1erfévrier 2008
Depuis le 1er février 2008, une nouvelle formule de calcul du taux est mise en place. Le taux est égal, après arrondi au quart de point le plus proche ou à défaut au quart de point supérieur, au chiffre le plus élevé entre :
- la moyenne arithmétique entre, d’une part, la moitié de la somme de la moyenne mensuelle de l’Euribor 3 mois et de la moyenne mensuelle de l’Eonia (exprimées avec deux décimales) et, d’autre part, l’inflation en France mesurée par la variation sur les douze derniers mois connus de l’indice INSEE des prix à la consommation de l’ensemble des ménages hors tabac (exprimé avec une décimale) ;
- l’inflation majorée d’un quart de point.

Soit : {\displaystyle \scriptstyle \mathrm {MAX} \left\{{\frac {\left\langle {\text{Euribor 3 mois}}\right\rangle +\left\langle {\text{Eonia}}\right\rangle }{4}}+{\frac {\left\langle {\text{Inflation}}\right\rangle }{2}};{\text{Inflation}}+0,25\%\right\}}
Les données utilisées sont celles relatives au dernier mois pour lequel ces données sont connues.

#### Taux d'intérêt nominal à partir du 12 février 2021
Une nouvelle formule de calcul a été mise en place le 12 février 2021. Le taux est égal, après arrondi au dixième de point le plus proche ou à défaut au dixième de point supérieur, au chiffre le plus élevé :
- La moyenne arithmétique entre, d'une part, la moyenne semestrielle de l'€STR et, d'autre part, l'inflation en France mesurée par la variation sur les douze derniers mois connus de l'indice INSEE mensuel des prix à la consommation, hors tabac ;

- 0,5 %.

Soit : {\displaystyle \scriptstyle \mathrm {MAX} \left\{{\frac {\left\langle {\text{Ester}}\right\rangle +\left\langle {\text{Inflation}}\right\rangle }{2}};0,5\%\right\}}
Les données utilisées sont celles relatives au dernier mois pour lequel ces données sont connues.

#### Cas où la formule n'a pas été appliquée
Cette formule n'a toutefois pas été appliquée lors de la révision du taux du 1er février 2012. En effet, l’inflation à retenir du mois décembre 2011 (dernière connue) était de 2,4 % ce qui aurait dû conduire à rehausser le taux du livret A à 2,75 %. Mais, le gouvernement Fillon a décidé de maintenir ce taux à 2,25 %.
Un an plus tard, alors que l'inflation annuelle à 1,2 % aurait dû conduire à un taux de 1,50 % à partir du 1er février 2013 dans le cas de l'application de la formule, le ministre de l'Économie, Pierre Moscovici, décida de n'abaisser le taux que d'un demi-point, à 1,75 %.
Six mois plus tard, alors que l'inflation annuelle aurait dû conduire à un taux de 1 % à partir du 1er août 2013 dans le cas de l'application de la formule, le ministre de l'Économie, Pierre Moscovici, décida de n'abaisser le taux que d'un demi-point, à 1,25 %, ce qui représentait alors son taux historique le plus bas.
De la même façon, au 1er février 2014, alors que le gouverneur de la Banque de France préconise d'abaisser le taux à 1 % et que l'application stricte de la formule conduirait à l'abaisser à 0,75 %, le ministre décide de le maintenir à 1,25 %.

#### Exemples de calcul
Exemple de calcul du taux d'intérêt nominal du livret A (chiffres pour un calcul au 1er février 2008)
- Moyenne mensuelle de l'Eonia de décembre 2007[57] : 0,038761905 (soit 3,88 %)
- Moyenne mensuelle de l’Euribor 3 mois de décembre 2007[58] : 0,048404286 (soit 4,84 %)
- Indice des prix à la consommation (IPC), série ensemble des ménages hors tabac, de décembre 2007[59] : 0,025266309 (soit 2,5 %)

Taux calculé à partir de la formule applicable jusqu’à février 2008 :
{\displaystyle \scriptstyle (4,84+2,5)/2+0,25=3,92}, arrondi à 4 %
Taux calculé à partir de la formule appliquée depuis février 2008 :
{\displaystyle \scriptstyle (4,84+3,88)/4+2,5/2=3,43}, arrondi à 3,5 %

### Préconisations pour le calcul du taux

#### Rapport Noyer-Nasse (2003)
Le Rapport sur l’équilibre des fonds d’épargne de Christian Noyer et Philippe Nasse (« Rapport Noyer-Nasse »), de janvier 2003 proposait une formule respectant les intérêts de chacun (épargnants et emprunteurs finançant des missions d'intérêt général, notamment le logement social), par une indexation « un peu au-dessus de l'inflation », mais « un peu au-dessous des taux d'intérêt à court terme ». La formule préconisée devenait ainsi : 2/3 du taux de rémunération des dépôts de la Banque centrale européenne + 1 %, arrondi au 0,25 % les plus proches.
Cette formule n'a finalement pas été retenue.

#### Rapport Camdessus (2007)
Le Rapport de la mission sur la modernisation de la distribution du livret A et des circuits de financement du logement social de Michel Camdessus (« Rapport Camdessus »), remis au gouvernement François Fillon en décembre 2007, proposait comme formule de calcul la moyenne arithmétique entre l'Eonia et l'inflation, selon les modalités de calcul retenues à partir du 1er février 2008, avec un plancher à Inflation + 0,25 %.
La composante Euribor 3 mois a finalement été maintenue dans la nouvelle formule, tout en intégrant la référence Eonia.

## Livret A, autres livrets et comptes à terme
Ces trois formes d'épargne monétaire, qui ne sont pas des valeurs mobilières mais bien des comptes bancaires d'épargne, ont en commun leur liquidité, même si celle du compte à terme est sujette à structuration ou à pénalités en cas de déblocage anticipé.
Les autres livrets étaient auparavant une réponse des banques traditionnelles au monopole de la distribution du livret A. Avec la banalisation de la distribution (cf. supra), l'intérêt des banques réside dans la conservation, dans leur bilan, des fonds déposés. Les autres livrets sont proposés avec un taux brut (hors impôt), dont le taux net (impôt déduit) est, en fonction des conditions de marché, parfois supérieur au taux de l'épargne réglementée.
Les comptes à terme sont eux placés sur les marchés financiers par l'intermédiaire de la banque ou utilisés pour son compte propre. En fonction des durées de placement, les taux proposés varient, principalement selon l'Euribor.
Dans le cas de faibles taux d'intérêt réels (indicateur de compétitivité du livret A), les taux bruts des super livrets ne sont plus assez élevés pour qu'une fois l'impôt déduit, ils puissent dépasser celui du livret A. Les arguments mis en avant sont donc à présent les plafonds de versements plus élevés et la plus grande disponibilité.
Les comptes à terme retrouvent quant à eux un public : le taux du livret A étant ancré par l'inflation, il suffit que le taux du compte à terme soit significativement supérieur à cette inflation pour que son taux net soit intéressant, et ce sans plafond de versement.

## Critiques
Certaines modalités du livret A sont critiquées,,, :
- Le livret A est totalement défiscalisé, y compris de CSG et de CRDS. Certaines recettes fiscales ne sont donc pas perçues par l'État ou la Sécurité sociale.
- Le livret A bénéficie d'un taux facialement bas, mais très élevé depuis plusieurs années si on le compare aux produits comparables (produits issus du marché monétaire ou livrets bancaires). Il attire donc beaucoup d'épargne, au détriment des autres produits, parfois plus long terme (comme l'assurance-vie).
- Le livret A est pour partie centralisé à la Caisse des dépôts et consignations (à 65 %). Toute nouvelle hausse de l'encours livret A prive l'établissement bancaire d'une partie de l'épargne de son client, tout en permettant à la Caisse des dépôts d'en récupérer pour ses propres missions.

Les enjeux des acteurs sont donc multiples :
- pour l'État, il s'agit de :
  - conserver un rôle d'arbitre qui permette un consensus entre les enjeux des différents acteurs. Le souhait du président de la République de doubler le montant du plafond du livret A a partiellement rompu l'équilibre qui prévalait jusqu'à présent. Au grand dam de Bercy, de la Banque de France[65] ou de la Caisse des dépôts, qui n'identifiaient pas les objectifs poursuivis par le Président.
  - ne pas se couper d'une partie de ses créanciers. En effet, une partie non négligeable[Combien ?] de la dette État est achetée par la Caisse des dépôts grâce à l'argent du livret A.
- pour les banques, il s'agit de récupérer l'argent du livret A, lui permettant de rétablir sa compétitivité, malmenée par :
  - les accords de Bâle III, qui impose des règles prudentielles supplémentaires et nécessite une liquidité plus importante ;
  - des marges sur livret A qu'elles estiment insuffisantes (0,5 % de taux de commissionnement pour la collecte), au regard de ses activités habituelles plus rémunératrices et moins consommatrices de liquidité (SICAV, FCP, assurance vie, etc.).
- pour la Caisse des dépôts, gestionnaire des fonds du livret A, mandatée par l'État, il s'agit de :
  - s'assurer que les arbitrages gouvernementaux ne remettent pas en cause sa mission de financement ;
  - préserver le rôle qu'elle assure depuis près d'un siècle.
- pour le monde HLM, s'assurer qu'il bénéficiera des ressources longues, bon marché et disponibles, pour son activité de construction, de réhabilitation, d’aménagement, de politique de la ville.
- pour les collectivités, qui bénéficient depuis 2013 d'une enveloppe pluriannuelle de 20 Md€[66], de s'assurer que ces financements soient bien attribués à leur compte.
- pour les épargnants, de bénéficier d'un taux net élevé, avec le plafond le plus élevé.

Sentant leurs enjeux menacés (le doublement du plafond a "aspiré" beaucoup de l'épargne des français : 15 Md€ sur le seul premier semestre 2013), plusieurs lobbys bancaires ont dénoncé le doublement du plafond du livret A et ont profité de cette fenêtre pour remettre en cause l'utilisation du livret A :
- Philippe Crevel (Cercle des épargnants), estime que l'argent placé sur le livret A ne contribue ni à l'économie ni à la croissance et constitue un « gaspillage » alors qu'il y a « un manque criant de fonds propres dans les PME qui n'investissent pas assez pour se positionner sur les marchés premium »[69].
- La Fédération bancaire française (FBF) critique l'utilisation des fonds gérés par la Caisse des dépôts. Selon elle, les fonds disponibles pour le financement de logements sociaux « ne sont pas complètement utilisés aujourd'hui » et le relèvement du plafond du livret A empêcherait les banques de renforcer leurs fonds propres avant l'entrée en vigueur du nouveau cadre réglementaire de Bâle III en 2013. La FBF estime qu'« il faudrait au moins revoir le taux de centralisation à la Caisse des dépôts pour permettre aux banques de conserver les moyens de prêter à leurs clients »[61].
- L'agence de notation financière Standard & Poor's (S&P), dans une note publiée en juin 2013, estime que le livret A est « pénalisant » pour les banques françaises car il les prive de dépôts leur permettant de renforcer leurs ratios de solvabilité et de liquidité, comme imposé par la réglementation Bâle III. D'après S&P le livret A crée même « une distorsion de marché », d'autant plus que « le régulateur détermine le taux de rémunération du livret A en utilisant une formule qui, en général, positionne ce taux au-dessus de ceux du marché »[62],[63].

La réaction des acteurs aux enjeux opposés à ces lobbys bancaires repose essentiellement sur :
- l'incapacité des banques à prouver l'utilisation des fonds dont elles disposent à leur bilan, y compris en termes de financement des entreprises, puisqu'elles sont accusées depuis 2009 de ne plus prêter aux PME[70],[71].
- la critique de la remise en cause par les banques de Bâle III, initié en raison de la crise des subprimes dont la responsabilité échoit aux banques pour partie.

Au regard de cette situation, les banques, l'État et la Caisse des dépôts ont engagé des négociations qui ont abouti en juillet 2013 à :
- une mise à disposition des réseaux bancaires de 30 milliards d’euros de ressources centralisées au fonds d’épargne. Ces ressources permettront aux banques de prêter davantage pour le financement de l’économie, principalement au bénéfice des petites et moyennes entreprises. Les exigences de transparence en matière d’utilisation de ces ressources seront revues à cette occasion.
- afin réduire le coût de la ressource du fonds d’épargne, au profit notamment du financement du logement social, les établissements bancaires baisseront leur taux de commission de 0,5 à 0,4 %.